# Gitega
Gitega este un oraș (chiar capitala, recent) din Burundi. Este reședința provinciei omonime și capitala țării, din ianuarie 2019. Conform declarațiilor din  martie 2007 ale președintelui statului, Pierre Nkurunziza, schimbarea se datorează poziției centrale în țară și a apropierii de Uganda, principalul partener comercial al Burundi, însă criticii îl acuză că schimbarea are rolul de a deturna atenția de la criza economică cu care se confruntă țara.
Aici se află Muzeul Național din Burundi.